# Natriodera verlata
Natriodera verlata är en plattmaskart. Natriodera verlata ingår i släktet Natriodera och familjen Ochetosomatidae. Inga underarter finns listade i Catalogue of Life.